# Saint-Thibault-sur-Loire

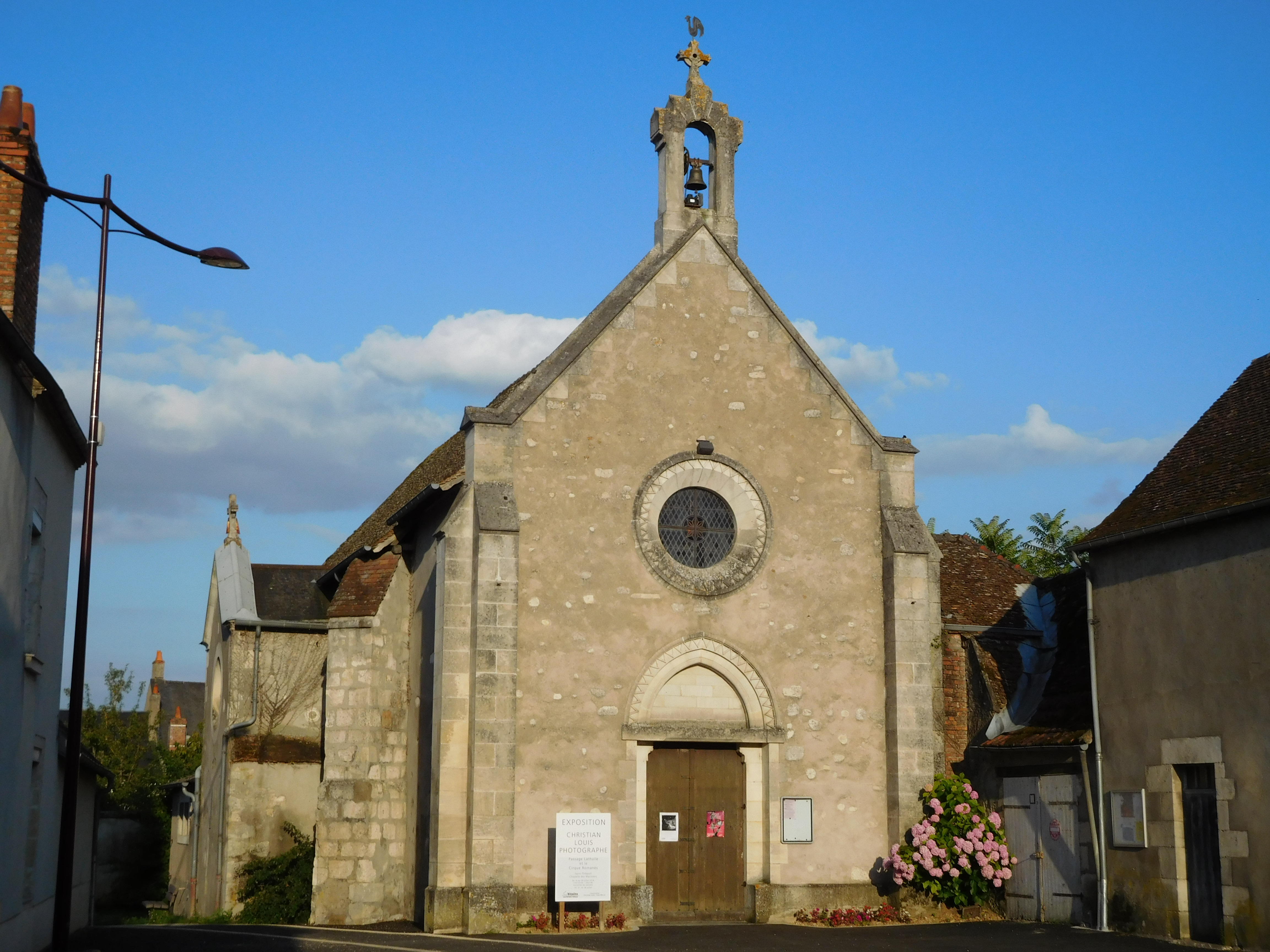
Die Chapelle des Mariniers in Saint-Thibault-sur-Loire

Saint-Thibault-sur-Loire (auch Saint-Thibault genannt) ist ein Dorf im Département Cher in Zentralfrankreich. Es ist ein ehemaliger Hafenort an der Loire in der einstigen Provinz Berry. Heute ist Saint-Thibault ein Vorort der Gemeinde Saint-Satur.

## Geschichte

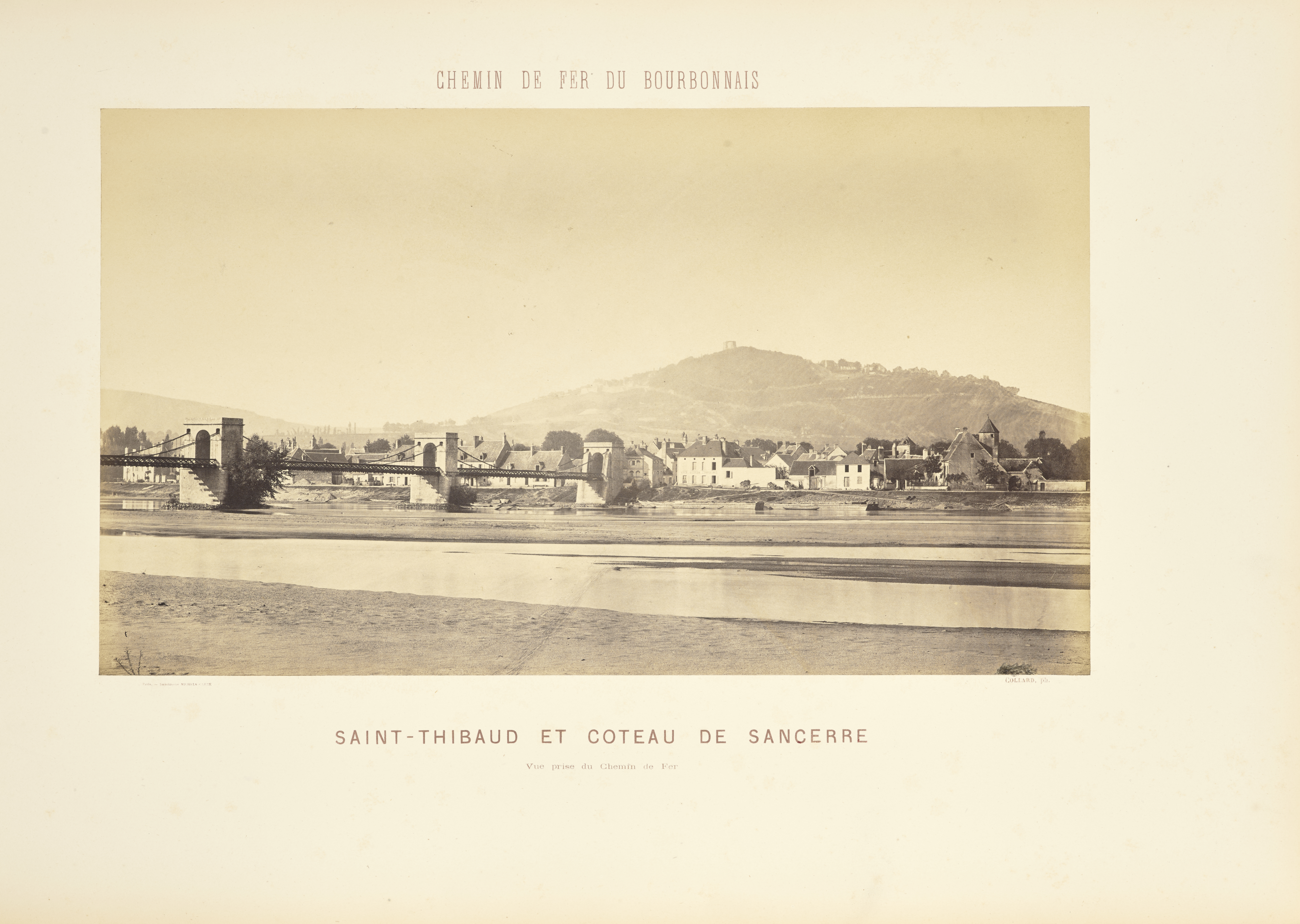
Hängebrücke über die Loire aus dem Jahr 1834

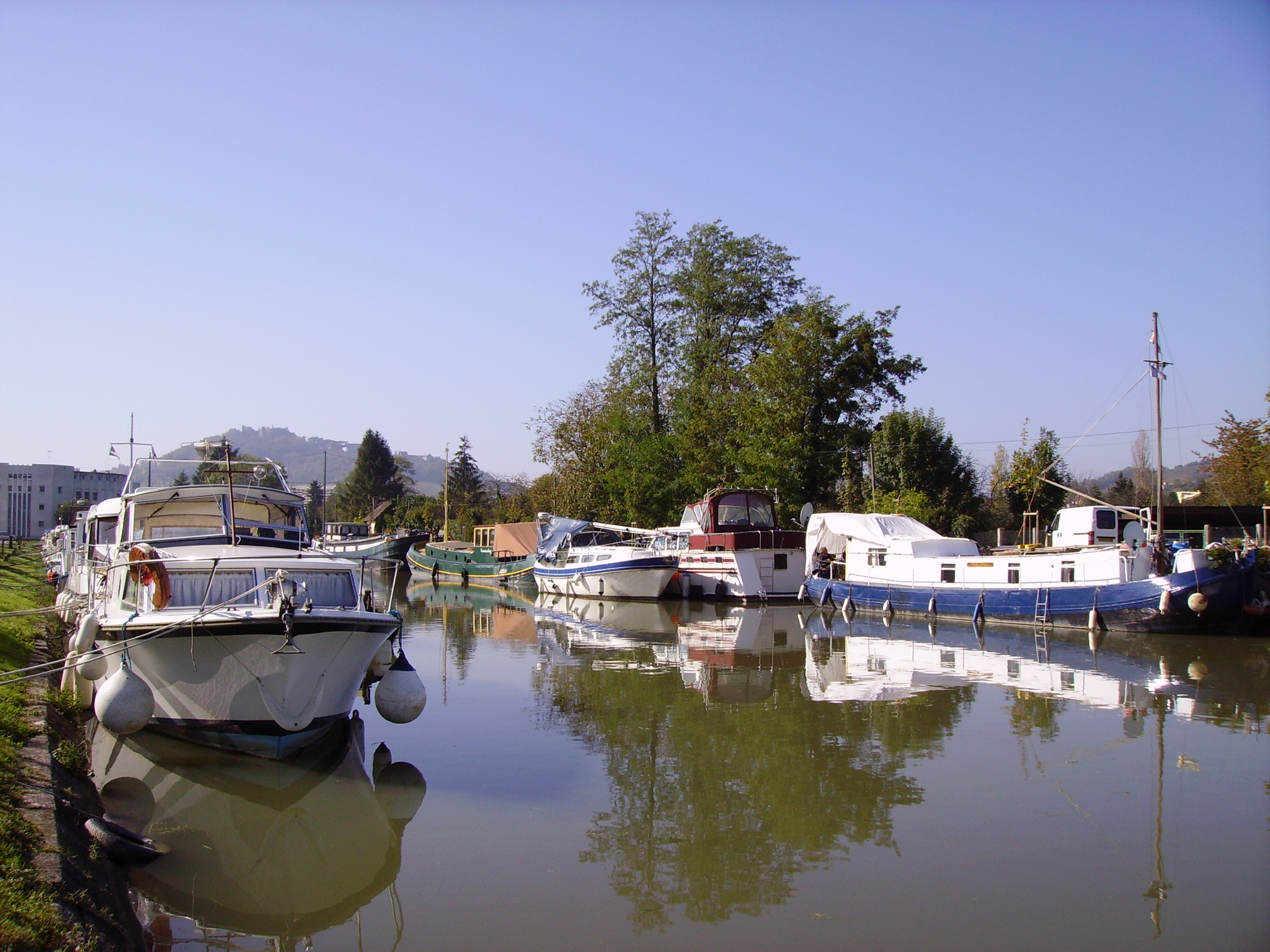
Marina von Saint-Thibault-sur-Loire

Der Ort liegt in dem Gebiet Galliens, das von dem mächtigen keltischen Stamm der Biturigen, den „Königen der Welt“, besiedelt wurde und nach ihrer Niederlage bei Bourges (Avaricum) Teil der römischen Gallia Aquitania war. Es gibt Hinweise auf die Existenz einer frühen römischen Flussstadt Gordona (Château-Gordon), heute Saint-Thibault und Saint-Satur, die an der Römerstraße (Gordaine) von Bourges zur römischen Brücke über die Loire in Saint-Thibault lag. Wenn die Loire Niedrigwasser führt, sind Überreste von Pfeilern zweier römischer Brücken aus dem 1. und 2. Jahrhundert oberhalb der Brücke zu sehen.
Der Verkehr in der Region wurde durch den Bau einer Hängebrücke in Saint-Thibault (1834), des Canal latéral à la Loire (1838) und später durch die Eisenbahnstrecke Bourges–Sancerre–Cosne-Cours-sur-Loire (1885) ausgebaut. Der Eisenbahn-Personenverkehr wurde 1966 eingestellt.
Während des Zweiten Weltkriegs war Saint-Satur ein regionales Kommandozentrum für die französische Résistance. Die „Operation Spencer“ im Jahr 1944 sollte die Deutschen daran hindern, die Loire zwischen Gien und Nevers zu überqueren um ihre Truppen in der Bretagne zu verstärken. Die französische Résistance und die France libre sprengten die Brücke von Saint-Thibault und sabotierten Kommunikations-, Straßen- und Eisenbahnlinien.